# Danh sách loài nhện trong họ Mysmenidae
Đây là danh sách liệt kên các loài nhện trong họ Mysmenidae.

## Anjouanella
Anjouanella Baert, 1986
- Anjouanella comorensis Baert, 1986

## Brasilionata
Brasilionata Wunderlich, 1995
- Brasilionata arborense Wunderlich, 1995

## Calodipoena
Calodipoena Gertsch & Davis, 1936
- Calodipoena biangulata Lin & Li, 2008
- Calodipoena caribbaea (Gertsch, 1960)
- Calodipoena colima (Gertsch, 1960)
- Calodipoena conica (Simon, 1895)
- Calodipoena cornigera Lin & Li, 2008
- Calodipoena dumoga Baert, 1988
- Calodipoena incredula Gertsch & Davis, 1936
- Calodipoena mooatae Baert, 1988
- Calodipoena stathamae (Gertsch, 1960)
- Calodipoena tarautensis Baert, 1988

## Calomyspoena
Calomyspoena Baert & Maelfait, 1983
- Calomyspoena santacruzi Baert & Maelfait, 1983

## Chanea
Chanea Miller, Griswold & Yin, 2009
- Chanea suukyii Miller, Griswold & Yin, 2009

## Gaoligonga
Gaoligonga Miller, Griswold & Yin, 2009
- Gaoligonga changya Miller, Griswold & Yin, 2009
- Gaoligonga zhusun Miller, Griswold & Yin, 2009

## Iardinis
Iardinis Simon, 1899
- Iardinis martensi Brignoli, 1978
- Iardinis mussardi Brignoli, 1980

## Isela
Isela Griswold, 1985
- Isela okuncana Griswold, 1985

## Itapua
Itapua Baert, 1984
- Itapua tembei Baert, 1984

## Kekenboschiella
Kekenboschiella Baert, 1982
- Kekenboschiella awari Baert, 1984
- Kekenboschiella marijkeae Baert, 1982
- Kekenboschiella nubiai Baert, 1984
- Kekenboschiella vangoethemi Baert, 1982

## Kilifina
Kilifina Baert & Murphy, 1992
- Kilifina inquilina (Baert & Murphy, 1987)

## Leviola
Leviola Miller, 1970
- Leviola termitophila Miller, 1970

## Maymena
Maymena Gertsch, 1960
- Maymena ambita (Barrows, 1940)
- Maymena calcarata (Simon, 1897)
- Maymena cascada Gertsch, 1971
- Maymena chica Gertsch, 1960
- Maymena delicata Gertsch, 1971
- Maymena grisea Gertsch, 1971
- Maymena kehen Miller, Griswold & Yin, 2009
- Maymena mayana (Chamberlin & Ivie, 1938)
- Maymena misteca Gertsch, 1960
- Maymena paquini Miller, Griswold & Yin, 2009
- Maymena rica Platnick, 1993
- Maymena roca Baert, 1990
- Maymena sbordonii Brignoli, 1974

## Microdipoena
Microdipoena Banks, 1895
- Microdipoena elsae Saaristo, 1978
- Microdipoena guttata Banks, 1895
- Microdipoena nyungwe Baert, 1989
- Microdipoena vanstallei Baert, 1985

## Mosu
Mosu Miller, Griswold & Yin, 2009
- Mosu huogou Miller, Griswold & Yin, 2009
- Mosu nujiang Miller, Griswold & Yin, 2009

## Mysmena
Mysmena Simon, 1894
- Mysmena arcilonga Lin & Li, 2008
- Mysmena bizi Miller, Griswold & Yin, 2009
- Mysmena calypso Gertsch, 1960
- Mysmena changouzi Miller, Griswold & Yin, 2009
- Mysmena furca Lin & Li, 2008
- Mysmena gibbosa Snazell, 1986
- Mysmena goudao Miller, Griswold & Yin, 2009
- Mysmena guianensis Levi, 1956
- Mysmena haban Miller, Griswold & Yin, 2009
- Mysmena isolata Forster, 1977
- Mysmena jinlong Miller, Griswold & Yin, 2009
- Mysmena leucoplagiata (Simon, 1879)
- Mysmena phyllicola (Marples, 1955)
- Mysmena quebecana Lopardo & Dupérré, 2008
- Mysmena rostella Lin & Li, 2008
- Mysmena shibali Miller, Griswold & Yin, 2009
- Mysmena spirala Lin & Li, 2008
- Mysmena taiwanica Ono, 2007
- Mysmena tasmaniae Hickman, 1979
- Mysmena vitiensis Forster, 1959
- Mysmena woodwardi Forster, 1959
- Mysmena zhengi Lin & Li, 2008

## Mysmenella
Mysmenella Brignoli, 1980
- Mysmenella gongi Yin, Peng & Bao, 2004
- Mysmenella illectrix (Simon, 1895)
- Mysmenella jobi (Kraus, 1967)
- Mysmenella menglunensis Lin & Li, 2008
- Mysmenella mihindi Baert, 1989
- Mysmenella ogatai Ono, 2007
- Mysmenella papuana Baert, 1984
- Mysmenella pseudojobi Lin & Li, 2008
- Mysmenella saltuensis (Simon, 1895)
- Mysmenella samoensis (Marples, 1955)

## Mysmeniola
Mysmeniola Thaler, 1995
- Mysmeniola spinifera Thaler, 1995

## Mysmenopsis
Mysmenopsis Simon, 1897
- Mysmenopsis archeri Platnick & Shadab, 1978
- Mysmenopsis atahualpa Baert, 1990
- Mysmenopsis beebei (Gertsch, 1960)
- Mysmenopsis capac Baert, 1990
- Mysmenopsis cidrelicola (Simon, 1895)
- Mysmenopsis cienaga Müller, 1987
- Mysmenopsis cymbia (Levi, 1956)
- Mysmenopsis dipluramigo Platnick & Shadab, 1978
- Mysmenopsis femoralis Simon, 1897
- Mysmenopsis funebris Simon, 1897
- Mysmenopsis furtiva Coyle & Meigs, 1989
- Mysmenopsis gamboa Platnick & Shadab, 1978
- Mysmenopsis huascar Baert, 1990
- Mysmenopsis ischnamigo Platnick & Shadab, 1978
- Mysmenopsis ixlitla (Levi, 1956)
- Mysmenopsis kochalkai Platnick & Shadab, 1978
- Mysmenopsis mexcala Gertsch, 1960
- Mysmenopsis monticola Coyle & Meigs, 1989
- Mysmenopsis pachacutec Baert, 1990
- Mysmenopsis palpalis (Kraus, 1955)
- Mysmenopsis penai Platnick & Shadab, 1978
- Mysmenopsis schlingeri Platnick & Shadab, 1978
- Mysmenopsis tengellacompa Platnick, 1993
- Mysmenopsis tibialis (Bryant, 1940)
- Mysmenopsis viracocha Baert, 1990
- Mysmenopsis wygodzinskyi Platnick & Shadab, 1978
- Mysmenopsis yupanqui Baert, 1990

## Phricotelus
Phricotelus Simon, 1895
- Phricotelus stelliger Simon, 1895

## Simaoa
Simaoa Miller, Griswold & Yin, 2009
- Simaoa bianjing Miller, Griswold & Yin, 2009
- Simaoa kavanaugh Miller, Griswold & Yin, 2009
- Simaoa maku Miller, Griswold & Yin, 2009
- Simaoa yaojia Miller, Griswold & Yin, 2009

## Tamasesia
Tamasesia Marples, 1955
- Tamasesia acuminata Marples, 1955
- Tamasesia marplesi Brignoli, 1980
- Tamasesia rotunda Marples, 1955

## Taphiassa
Taphiassa Simon, 1880
- Taphiassa impressa Simon, 1880

## Trogloneta
Trogloneta Simon, 1922
- Trogloneta canariensis Wunderlich, 1987
- Trogloneta cantareira Brescovit & Lopardo, 2008
- Trogloneta cariacica Brescovit & Lopardo, 2008
- Trogloneta denticocleari Lin & Li, 2008
- Trogloneta granulum Simon, 1922
- Trogloneta madeirensis Wunderlich, 1987
- Trogloneta mourai Brescovit & Lopardo, 2008
- Trogloneta paradoxa Gertsch, 1960
- Trogloneta speciosum Lin & Li, 2008